# William Goodsonn
William Goodsonn (1610 – 1680) è stato un ammiraglio inglese.

## Biografia
William Goodsonn si unì alla causa parlamentare con i Roundhead puritani durante la seconda guerra civile inglese nel 1647.
Durante la prima guerra anglo-olandese fu capitano dell'HMS Entrance nella battaglia di Portland, il 25 gennaio 1663.
Fu retroammiraglio dell'azzurro nelle battaglie di giugno e luglio 1653. Nella Guerra anglo-spagnola (1655-1660), fu viceammiraglio sotto William Penn nel 1664, e con lui occupò l'isola di Giamaica nel 1655. Succedette al comando della Jamaica Station dopo che Penn era rimpatriato.
Goodsonn prese parte anche alla Battaglia delle Dune (1658) (la marina inglese bombardò l'esercito spagnolo per sostenere l'esercito anglo-francese). 

### La Baltic Fleet
Nel novembre del 1658 il viceammiraglio William Goodsonn fu nominato comandante della Baltic Fleet composta da venti navi che aveva il compito di portare il General at sea George Ayscue, in Svezia per assistere nelle loro operazioni navali contro la Danimarca e la Repubblica delle Sette Province Unite durante la guerra danese-svedese (1658-1660).